# Wujil
Wujil is een bestuurslaag in het regentschap Semarang van de provincie Midden-Java, Indonesië. Wujil telt 4767 inwoners (volkstelling 2010).